# 3792 Престон
3792 Престон (3792 Preston) — астероїд головного поясу, відкритий 22 березня 1985 року.
Тіссеранів параметр щодо Юпітера — 3,455.